# Episodi de Il mio amico Arnold (sesta stagione)
La sesta stagione della sitcom Il mio amico Arnold è stata trasmessa negli Stati Uniti dal 1º ottobre 1983 al 12 maggio 1984. Dana Plato lascia il cast a fine stagione, Mary Jo Catlett viene inserita nella sigla iniziale mentre Dixie Carter e Danny Cooksey appaiono su base ricorrente. I titoli degli episodi non verranno più tradotti in italiano ma mantenuti in lingua originale.
| Nº | Titolo originale                               | Titolo italiano             | Prima TV USA     | Prima TV Italia |
| -- | ---------------------------------------------- | --------------------------- | ---------------- | --------------- |
| 1  | Mr. T and mr. t/Arnold Meets Mr. T             | Mr. T e Mr. T               | 1º ottobre 1983  | 1985            |
| 2  | The Goat                                       | La capra                    | 15 ottobre 1983  | 1985            |
| 3  | Rashomon II                                    | Rashomon II                 | 22 ottobre 1983  | 1985            |
| 4  | The Lie                                        | La bugia                    | 29 ottobre 1983  | 1985            |
| 5  | Drafted                                        | Chiamata alle armi          | 12 novembre 1983 | 1985            |
| 6  | The Van Drummonds                              | I Van Drummonds             | 19 novembre 1983 | 1985            |
| 7  | The Moonlighter                                | Doppio Lavoro               | 26 novembre 1983 | 1985            |
| 8  | Coming of Age                                  | L'arrivo dell'età           | 3 dicembre 1983  | 1985            |
| 9  | Assert Yourself                                | La candidatura di Arnold    | 10 dicembre 1983 | 1985            |
| 10 | Mrs. Z                                         | La signora Z                | 17 dicembre 1983 | 1985            |
| 11 | The Senior Class Queen                         | La reginetta della scuola   | 7 gennaio 1984   | 1985            |
| 12 | Where There's Smoke                            | Vietato fumare              | 14 gennaio 1984  | 1985            |
| 13 | Drummond's Lady                                | La signora Drummond         | 21 gennaio 1984  | 1986            |
| 14 | The Hitchhikers: Part 1                        | Autostop: parte 1           | 28 gennaio 1984  | 1986            |
| 15 | The Hitchhikers: Part 2                        | Autostop: parte 2           | 4 febbraio 1984  | 1986            |
| 16 | Hooray for Hollywood: Part 1                   | Urrà per Hollywood: parte 1 | 11 febbraio 1984 | 1986            |
| 17 | Hooray for Hollywood: Part 2                   | Urrà per Hollywood: parte 2 | 18 febbraio 1984 | 1986            |
| 18 | The Wedding: Part 1/Drummond's Wedding: Part 1 | Il matrimonio: parte1       | 25 febbraio 1984 | 1986            |
| 19 | The Wedding: Part 2/Drummond's Wedding: Part 2 | Il matrimonio: parte2       | 25 febbraio 1984 | 1986            |
| 20 | The Honeymoon's Over                           | La luna di miele è finita   | 3 marzo 1984     | 1986            |
| 21 | The Bar Mitzvah Boy                            | Problemi mistici            | 17 marzo 1984    | 1986            |
| 22 | Kathy's Olympics                               | Kathy alle olimpiadi        | 24 marzo 1984    | 1986            |
| 23 | The Houseguest                                 | L'ospite                    | 5 maggio 1984    | 1986            |
| 24 | The Boyfriend                                  | Il fidanzato                | 12 maggio 1984   | 1986            |

## Mr. T and mr. t
- Diretto da: Gerren Keith
- Scritto da: Bruce Taylor, Howard Leeds, Blake Hunter, Martin Cohan e David W. Duclon

### Trama
Per fare colpo sulla cugina di Dudley, Arnold imita Mr. T, giunto a casa Drummond per girare un episodio di A-Team. 
- Guest stars: Shavar Ross (Dudley Ramsey), Mr. T (Sé stesso), Andre Fox (Angela), Jeré Fields (Wendy), Joel Brooks (Direttore), Bobby Herbeck (Assistente) e Jack Verbois (Cattivo).
- Note: Un altro titolo di questo episodio è Arnold Meets Mr. T.

## The Goat
- Diretto da: Gerren Keith
- Scritto da: Robert Jayson e A. Dudley Johnson Jr.

### Trama
Arnold vuole raggiungere la popolarità a scuola e pensa di rubare la mascotte e far credere ai compagni di averla ritrovata.
- Guest stars: Shavar Ross (Dudley Ramsey), Steven Mond (Robbie Jayson), Patrick Brennan (Howie), D. White (Glenn), Sarina Grant (Signora Harris), Martin Ferrero (Coach), Kim Woodson (Ragazza) e Alene Wilson (Ragazza).
- Note: Dana Plato è assente in questo episodio.

## Rashomon II
- Diretto da: Gerren Keith
- Scritto da: Howard Meyers

### Trama
Dopo essere stati tenuti in ostaggio da un ladro, il signor Drummond, Arnold e Willis danno la loro versione dei fatti. Pearl, la quale ha assistito alla scena dalla cucina, racconta a Kimberly cosa è realmente accaduto.
- Guest stars: Henry G. Sanders (Agente) e Terry Kiser (Ladro).

## The Lie
- Diretto da: Gerren Keith
- Scritto da: John Donley e Clay Graham

### Trama
Willis ha bisogno di un lavoro e sostiene di saper praticare il primo soccorso. La verità viene a galla quando Arnold ha bisogno di aiuto.
- Guest stars: Shavar Ross (Dudley Ramsey) e Macon McCalman (Dottor Kalsa).

## Drafted
- Diretto da: Gerren Keith
- Scritto da: Dawn Aldredge

### Trama
A causa di un errore del computer, Arnold viene arruolato nell'Esercito.
- Guest stars: Ken Olfson (Signor Cribbs), Alan Blumenfeld (Signor Gordon), James Ingersoll (Agente), Eric Fleeks (Agente) e Pat Cranshaw (Signore).

## The Van Drummonds
- Diretto da: Gerren Keith
- Scritto da: Paul Haggis

### Trama
Arnold e Willis vengono continuamente incolpati per i guai commessi da Hans, il cugino olandese dei Drummond arrivato all'attico con sua madre Anna.
- Note: Anna e Hans sono interpretati rispettivamente da Conrad Bain e Dana Plato.

## The Moonlighter
- Diretto da: Gerren Keith
- Scritto da: Phil Margo, Jack Gross e Rosemary Lee Potter

### Trama
Arnold scopre che la sua insegnante lavora come cameriera in un locale e ne rimane deluso.
- Guest stars: Shavar Ross (Dudley Ramsey), Steven Mond (Robbie Jayson), Geri Mamo (Tanya), Zachary Charles (Signor Nevins), Jayne Kennedy (Signora Jenkins), Harvey Solin (Maître) e Albie Polinsky (Studente).
- Note: Mary Jo Catlett è assente in questo episodio.

## Coming of Age
- Diretto da: Gerren Keith
- Scritto da: Dawn Aldredge

### Trama
Per il suo compleanno, Kimberly riceve dal signor Drummond un fondo fiduciario. Contrariamente al volere di suo padre, la ragazza vorrebbe spendere questi soldi per andare in Europa.
- Guest stars: Dana Kimmell (Michelle), Rhoda Gemignani (Signora Valenti), Pierrino Mascarino (Signor Valenti) e Abb Dickson (Postino).

## Assert Yourself
- Diretto da: Gerren Keith
- Scritto da: Tim O'Donnell, Howard Leeds, Blake Hunter e Martin Cohan

### Trama
Arnold, vedendo che Dudley non esegue i suoi ordini, decide di gareggiare contro di lui per il ruolo di rappresentante di classe.
- Guest stars: Shavar Ross (Dudley Rmasey), Albie Polinsky (Norman Corman), Kim Woodson (Ragazza) e Alene Wilson (Ragazza).

## Mrs. Z
- Diretto da: Gerren Keith
- Scritto da: Al Lewin

### Trama
Minacciato da un'estorsione, il signor Drummond assume una guardia del corpo.
- Guest stars: Sheron Chambers (Mrs. Z), John Brandon (Detective Hensen), James Gallery (Signor Philbrick), Edward Lynch (Ladro) e Michael Rapport (Agente).

## The Senior Class Queen
- Diretto da: Gerren Keith
- Scritto da: Bernard Burnell Mack

### Trama
Kimberly si batte per far ammettere le donne in un circolo a scuola ma Willis non sembra essere favorevole.
- Guest stars: Dawn Schroder (Vicki James), Rosanne Murrill (Erma Elzy), Sherry Yi (Kitty Lee), Reginald T. Dorsey (Wally), Scott Strader (Jeff) e George Pentecost (Signor Havermeyer).

## Where There's Smoke
- Diretto da: Gerren Keith
- Scritto da: Bruce Taylor

### Trama
Arnold e Dudley imparano dal signor Ramsey quanto sia nocivo il fumo delle sigarette.
- Guest stars: Shavar Ross (Dudley Ramsey), Le Tari (Ted Ramsey), Marc Bentley (Blake), Patrick Brennan (Howie), Steve Rumph (Marty) e D. White (Glenn).

## Drummond's Lady
- Diretto da: Gerren Keith
- Scritto da: Howard Leeds, Howard Meyers, Mark Miller, Blake Hunter e Martin Cohan

### Trama
Il signor Drummond conosce Maggie McKinney, un'istruttrice televisiva di aerobica, e se ne innamora.
- Guest stars: Dixie Carter (Maggie McKinney), Pamela Newman (Daisy) ed Eric Lantis (Rodney).
- Note: Prima apparizione di Dixie Carter, inizialmente personaggio ricorrente e poi inserita nella sigla iniziale a partire dalla settima stagione.

## The Hitchhikers: Part 1
- Diretto da: Gerren Keith
- Scritto da: Sydney Julien e Glenn Padnick

### Trama
Arnold e Kimberly decidono di fare l'autostop per tornare a casa ma non sanno che ciò che li aspetta sarà terribile. 
- Guest stars: Dixie Carter (Maggie McKinney) e Woody Eney (Bill).
- Note: L'episodio inizia con un videomessaggio di Conrad Bain, il quale consiglia per la visione la presenza di un adulto.

## The Hitchhikers: Part 2
- Diretto da: Gerren Keith
- Scritto da: Sydney Julien e Glenn Padnick

### Trama
Arnold riesce a scappare dopo essere stato sequestrato ma non ricorda dove è ubicato il covo del rapitore. Soltanto sotto ipnosi riesce a ricordarsene e a far salvare Kimberly. 
- Guest stars: Dixie Carter (Maggie McKinney), Woody Eney (Bill), Florence Halop (Signora Gruber), Don Dolan (Detective Carlson), Shashawnee Hall (Agente) e Lennie Bremen (Signore).
- Note: Conrad Bain consiglia nuovamente per la visione la presenza di un adulto. L'episodio termina con un videomessaggio che esorta chi è a conoscenza di casi di violenza sessuale a informare le autorità competenti.

## Hooray for Hollywood: Part 1
- Diretto da: Gerren Keith e Leslie H. Martinson
- Scritto da: Howard Leeds, Blake Hunter e Martin Cohan

### Trama
Il signor Drummond decide di partire per Hollywood con la sua famiglia per chiarirsi con Maggie.   
- Guest stars: Dixie Carter (Maggie McKinney), Danny Cooksey (Sam McKinney), Shavar Ross (Dudley Ramsey), David Hasselhoff (Sé stesso), John Mansfield (Direttore), Frank Richards (Agente), Robin La Valley (Guida), Myles O'Brian (Assistente), Johnny Silver (Signore), Jim Hurts (Mostro) e Starwil Reed (Fantasma).
- Note: Prima apparizione di Danny Cooksey, inizialmente personaggio ricorrente e poi inserito nella sigla iniziale a partire dalla settima stagione.

## Hooray for Hollywood: Part 2
- Diretto da: Gerren Keith e Leslie H. Martinson
- Scritto da: Bruce Taylor, Howard Leeds, Blake Hunter e Martin Cohan

### Trama
I ragazzi apprendono dal signor Drummond che lui e Maggie si sposeranno. Arnold non è molto entusiasta, soprattutto quando scopre che avrà un fratellastro.  
- Guest stars: Dixie Carter (Maggie McKinney), Danny Cooksey (Sam McKinney), Shavar Ross (Dudley Ramsey), David Hasselhoff (Sé stesso), Bobby Herbeck (Mel), Howard Stevens (M.C.), John Mansfield (Direttore), Frank Richards (Guardia) e Steve Brady (Cameriere).
- Note: Mary Jo Catlett è assente in questo episodio.

## The Wedding: Part 1
- Diretto da: Gerren Keith
- Scritto da: Howard Meyers e Mark Miller

### Trama
A poco tempo dal matrimonio, Maggie scopre che l'avvocato del signor Drummond ha suggerito un accordo prematrimoniale.
- Guest stars: Dixie Carter (Maggie McKinney), Danny Cooksey (Sam McKinney), Robert Rockwell (Tom Bishop), Carol Bruce (Signorina Gilbert) e Joe Ross (Fioraio).
- Note: Un altro titolo di questo episodio è Drummond's Wedding: Part 1.

## The Wedding: Part 2
- Diretto da: Gerren Keith
- Scritto da: Dawn Aldredge, Judith Bustany e Ifa Baeza

### Trama
Circondati da amici e parenti, il signor Drummond e Maggie diventano ufficialmente marito e moglie.
- Guest stars: Dixie Carter (Maggie McKinney), Danny Cooksey (Sam McKinney), Shavar Ross (Dudley Ramsey), Le Tari (Ted Ramsey), Charlotte Rae (Edna Garrett), Nedra Volz (Adelaide Brubaker), Dody Goodman (Sophia Drummond), Janet Jackson (Charlene Duprey), Robert Rockwell (Tom Bishop), Pamela Newman (Daisy) e Pat Cranshaw (Signor Clemens).
- Note: Questo è l'unico episodio in cui appaiono tutti i personaggi principali della serie, il primo con la signora Garrett dopo il passaggio allo spin-off e l'ultimo in cui appare un personaggio de L'albero delle mele. Ultima apparizione di Charlotte Rae e Nedra Volz. Un altro titolo di questo episodio è Drummond's Wedding: Part 2.

## The Honeymoon's Over
- Diretto da: Gerren Keith
- Scritto da: Robert Jayson, A. Dudley Johnson Jr., Howard Leeds, Blake Hunter e Martin Cohan

### Trama
Arnold e Pearl non sono contenti dei nuovi cambiamenti in casa Drummond, visto che uno dovrà badare a Sam e l'altra deve cedere la sua stanza a Willis.  
- Guest stars: Dixie Carter (Maggie McKinney), Danny Cooksey (Sam McKinney), Shavar Ross (Dudley Ramsey) e Andre Fox (Angela).
- Note: Dana Plato è assente in questo episodio.

## The Bar Mitzvah Boy
- Diretto da: Linda Day
- Scritto da: Martin Cohan

### Trama
Arnold pensa di convertirsi all'ebraismo dopo aver visto la quantità di regali di un Bar Mitzvah. 
- Guest stars: Dixie Carter (Maggie McKinney), Danny Cooksey (Sam McKinney), Shavar Ross (Dudley Ramsey), Steven Mond (Robbie Jayson), John Hancock (Reverendo Thomas), Milton Berle (Rabbino), Robbie Preston Williams (Cantante), Leona Baxter (Cantante), Margaret Jenkins (Cantante), Jozella Reed (Cantante) e Cynthia Wakefield (Cantante).
- Note: Dana Plato e Mary Jo Catlett sono assenti in questo episodio.

## Kathy's Olympics
- Diretto da: Ellen Chaset Falcon
- Scritto da: Robert Jayson, A. Dudley Johnson Jr. e Bobby Herbeck

### Trama
Arnold ha riposto dei soldi in un vecchio paio di scarpe che Maggie ha gettato via ma che Sam è riuscito a recuperare.  
- Guest stars: Dixie Carter (Maggie McKinney), Danny Cooksey (Sam McKinney), Shavar Ross (Dudley Ramsey), Steven Mond (Robbie Jayson), Nikki Swasey (Lisa Hayes), Melanie Watson (Kathy Gordon) e Verda Bridges (Signora Gandy).
- Note: Dana Plato è assente in questo episodio.

## The Houseguest
- Diretto da: Gerren Keith
- Scritto da: Bruce Taylor

### Trama
Dopo essersi scontrata con suo padre, Charlene si trasferisce dai Drummond.
- Guest stars: Janet Jackson (Charlene Duprey), Reneé Jones (Rosalyn) e Calvin Mason (Ron).
- Note: Mary Jo Catlett è assente in questo episodio.

## The Boyfriend
- Diretto da: Gerren Keith
- Scritto da: Ifa Baeza, Bruce Taylor, Howard Meyers, Mark Miller, Howard Leeds, Blake Hunter e Martin Cohan

### Trama
Kimberly vorrebbe andare a vivere con il suo ragazzo ma il signor Drummond non approva.
- Guest stars: Dana Kimmell (Michelle) e Bob Dubac (David).
- Note: Questo è l'ultimo episodio con Dana Plato in qualità di membro del cast principale. A partire dalla settima stagione, la Plato ritornerà come guest star in qualche episodio.